# Dziwna

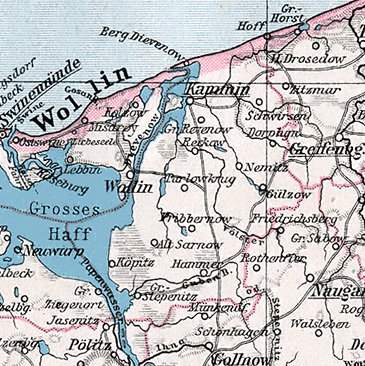
Der Oder-Mündungsarm Dievenow nordöstlich des Stettiner Haffs und östlich der Insel Wollin auf einer Landkarte von 1905.

Die Dziwna (deutsch Dievenow) ist einer der drei Mündungsarme der Oder, die als Seegatts das Stettiner Haff mit der Ostsee verbinden. Sie liegt in der polnischen Woiwodschaft Westpommern. Auf dem gesamten Verlauf bildet sie den historischen Übergang zwischen Vor- und Hinterpommern. 
Die Dziwna ist etwa 35 km lang bei stark schwankender Breite; sie trennt die Insel Wolin (Wollin) im Westen von dem Festland Hinterpommerns im Osten. Südlich der Stadt Wolin (Wollin) bei der Halbinsel Rów (dt. Roof) verlässt sie das Stettiner Haff; an dieser Stelle heißt sie Głęboki Nurt (dt. „Der tiefe Zug“). Weiter im Norden bildet sie eine Ausbuchtung, die Zatoka Cicha (dt. „Die Maade“), und dann den Zalew Kamieński (dt. „Camminer Bodden“); zwischen beiden liegt die Insel Wyspa Chrząszczewska (dt. Gristow). Ganz im Norden verbreitert sie sich zum Fritzower See und mündet anschließend bei Dziwnów (Dievenow) in die Ostsee. Da die natürliche Mündung stark versandete, wurde von 1898 bis 1900 eine künstliche Mündung angelegt. 
An dem Mündungsarm liegt auf der Festlandseite die Stadt Kamień Pomorski (dt. Cammin). Die Dziwna gilt als beliebtes Segelgebiet.
Die anderen beiden Mündungsarme der Oder sind der Peenestrom und die Swine.